# الاقراف (المضاربة والعارة)

تعديل مصدري - تعديل

الاقراف هي إحدى قرى عزلة المضاربة بمديرية المضاربة والعارة التابعة لمحافظة لحج، بلغ تعداد سكانها 33 نسمة حسب تعداد اليمن لعام 2004.